# SAŠK Sarajevo
El SAŠK Sarajevo es un equipo de fútbol de Bosnia y Herzegovina que juega en la Segunda Liga de la Federación de Bosnia y Herzegovina, la tercera división nacional.

## Historia
Fue fundado en el año 1910 en la entonces ciudad yugoslava de Sarajevo con el nombre Hrvatski ŠK, nombre que cambío nueve años después por el de SAŠK Sarajevo.
Fue uno de los equipos fundadores de la Primera Liga de Yugoslavia en 1923, de la que fue subcampeón en su primera temporada perdiendo ante el Gradanski Zagreb por 2-4. Es junto al FK Slavija Sarajevo el equipo bosnio con más participaciones en la Primera Liga de Yugoslavia antes de la Segunda Guerra Mundial.
Al finalizar la Segunda Guerra Mundial el club fue suspendido por las autoridades de la Yugoslavia Comunista por participar en la Primera Liga de Croacia durante el periodo de entreguerra en el Estado Independiente de Croacia.
El club fue refundado en 1999 y al año siguiente se fusiona con el NK Napredak, equipo fundado en 1994 por la comunidad croata de Sarajevo y es parte de la HKD Napredak, el club de croatas en Bosnia y Herzegovina.

## Palmarés
- Liga de Sarajevo: 1

2017/18